# UEFA EURO 2012予選プレーオフ

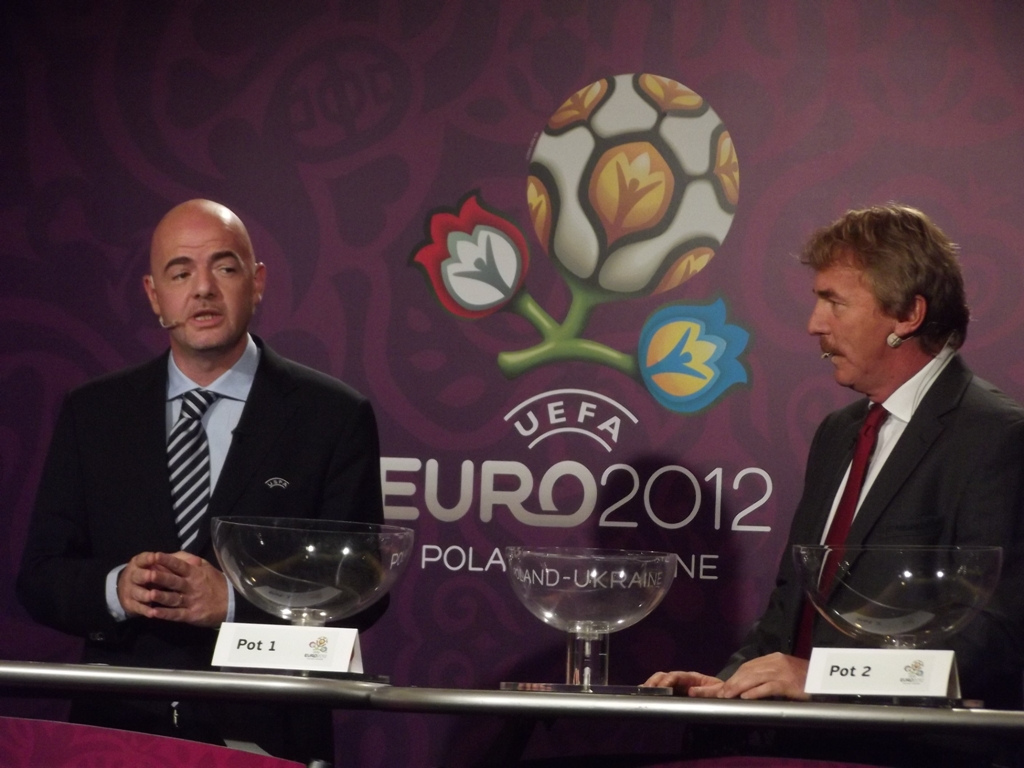
プレーオフ抽選会時のジャンニ・インファンティーノ (左)とズビグニェフ・ボニエク

UEFA EURO 2012予選に於いて、各組2位チームによるプレーオフの結果をまとめたものである。プレーオフは、2011年11月11日および11月15日に実施された。
グループリーグ各組2位のチームのうち、。2位の9か国のうち成績が最も上位の国を除く8チームを2チームずつ4組に分け、ホーム・アンド・アウェー方式で対戦を行う。各勝者が本大会出場権を得る。 なお、グループリーグ各組2位のチームの成績を比較する際、6チームが属するグループのチームについては、チーム数を合わせて比較するため、当該グループの最下位チームとの対戦戦績を除外する。

## 各組2位チーム同士の比較
グループリーグ2位で終えた下位8チームは以下の条件で決められた。
1. 勝ち点
2. 得失点差
3. ゴール数
4. アウェーゴール数
5. UEFAランキング
6. フェアプレーランキング
7. 抽選

| グループ | チーム                   | 勝点 | 勝利 | 引分 | 敗戦 | 得点 | 失点 | 点差 | AG | グループ最下位 （対戦成績,合計得点-合計失点） |
| -------- | ------------------------ | ---- | ---- | ---- | ---- | ---- | ---- | ---- | -- | --------------------------------------------- |
| E        | スウェーデン             |      | 6    | 0    | 2    | 20   | 11   | +9   | 8  | サンマリノ (2勝,11-0)                         |
| H        | ポルトガル               |      | 5    | 1    | 2    | 21   | 12   | +9   | 8  | -                                             |
| F        | クロアチア               |      | 5    | 1    | 2    | 12   | 6    | +6   | 5  | マルタ (2勝,6-1)                              |
| B        | アイルランド             |      | 4    | 3    | 1    | 10   | 6    | +4   | 4  | アンドラ (2勝,5-1)                            |
| D        | ボスニア・ヘルツェゴビナ |      | 4    | 2    | 2    | 9    | 8    | +1   | 4  | ルクセンブルク (2勝,8-0)                      |
| I        | チェコ                   |      | 4    | 1    | 3    | 12   | 8    | +4   | 9  | -                                             |
| C        | エストニア               |      | 4    | 1    | 3    | 13   | 11   | +2   | 7  | フェロー諸島 (1勝1敗,2-3)                     |
| G        | モンテネグロ             |      | 3    | 3    | 2    | 7    | 7    | 0    | 2  | -                                             |
| A        | トルコ                   |      | 3    | 2    | 3    | 8    | 10   | −2   | 1  | カザフスタン (2勝,5-1)                        |

| 凡例                         |
| ---------------------------- |
| UEFA EURO 2012本大会出場決定 |
| プレーオフ進出               |

## シード順
組み合わせ抽選会は、2011年10月13日にポーランド・クラクフで行われた。
シード順は以下の通りである。
| Pot 1        | Pot 1  | Pot 1  |
| Team         | Coeff  | ランク |
| ------------ | ------ | ------ |
| クロアチア   | 32.723 | 7      |
| ポルトガル   | 31.202 | 11     |
| アイルランド | 28.203 | 13     |
| チェコ       | 27.982 | 15     |

| Pot 2                    | Pot 2  | Pot 2 |
| Team                     | Coeff  | Rank  |
| ------------------------ | ------ | ----- |
| トルコ                   | 27.601 | 18    |
| ボスニア・ヘルツェゴビナ | 27.199 | 19    |
| モンテネグロ             | 21.876 | 35    |
| エストニア               | 20.355 | 37    |

## 試合結果

### トルコ 対 クロアチア
| 2011年11月11日 21:05 (UTC+2) |

| トルコ | 0 - 3    | クロアチア                                           |
|        | レポート | オリッチ 2分 · マンジュキッチ 32分 · チョルルカ 51分 |

| トルコ・テレコム・アリーナ（イスタンブール 観客数: 42,863人 主審: フェリックス・ブリヒ |

| 2011年11月15日 20:05 (UTC+1) |

| クロアチア | 0 - 0    | トルコ |
|            | レポート |        |

| スタディオン・マクシミール（ザグレブ） 観客数: 26,371人 主審: ペドロ・プロエンサ |

クロアチアが2試合合計スコア3-0で勝利し本大会出場権を獲得。

### エストニア 対 アイルランド
| 2011年11月11日 21:45 (UTC+2) |

| エストニア | 0 - 4    | アイルランド                                                       |
|            | レポート | アンドリュース 13分 · ウォルターズ 67分 · キーン 71分, 88分 (pen.) |

| ア・ル・コック・アレーナ（タリン） 観客数: 9,692人 主審: カッシャイ・ヴィクトル |

| 2011年11月15日 19:45 (UTC+0) |

| アイルランド  | 1 - 1    | エストニア        |
| ウォード 32分 | レポート | ヴァシリエフ 57分 |

| アビバ・スタジアム（ダブリン） 観客数: 51,151人 主審: ビョルン・カイペルス |

アイルランドが2試合合計スコア5-1で勝利し本大会出場権を獲得。

### チェコ 対 モンテネグロ
| 2011年11月11日 20:15 (UTC+1) |

| チェコ                          | 2 - 0    | モンテネグロ |
| ピラシュ 63分 · シヴォク 90+2分 | レポート |              |

| ゼネラリアレーナ（プラハ） 観客数: 14,560人 主審: マーティン・アトキンソン |

| 2011年11月15日 20:15 (UTC+1) |

| モンテネグロ | 0 - 1    | チェコ            |
|              | レポート | イラーチェク 81分 |

| スタディオン・ポド・ゴリツォム（ポドゴリツァ） 観客数: 10,100人 主審: ニコラ・リッツォーリ |

チェコが2試合合計スコア3-0で勝利し本大会出場権を獲得。

### ボスニア・ヘルツェゴビナ 対 ポルトガル
| 2011年11月11日 20:00 (UTC+1) |

| ボスニア・ヘルツェゴビナ | 0 - 0    | ポルトガル |
|                          | レポート |            |

| スタディオン・ビリノ・ポリェ（ゼニツァ） 観客数: 12,352人 主審: ハワード・ウェブ |

| 2011年11月15日 21:00 (UTC+0) |

| ポルトガル                                                               | 6 - 2    | ボスニア・ヘルツェゴビナ                     |
| ロナウド 8分, 53分 · ナニ 24分 · ポスティガ 72分, 82分 · ヴェローゾ 80分 | レポート | ミシモヴィッチ 41分 (pen.) · スパヒッチ 65分 |

| エスタディオ・ダ・ルス（リスボン） 観客数: 47,728人 主審: ヴォルフガング・スターク |

ポルトガルが2試合合計スコア6-2で勝利し本大会出場権を獲得。